# Ein Fall für zwei: Die einzige Chance
Die einzige Chance ist der Titel der 59. Episode der Krimiserie Ein Fall für zwei mit Günter Strack und Claus Theo Gärtner in den Hauptrollen.

## Handlung
Karla Dannek holt ihre Tochter Miriam von der Schule ab und bringt sie zum Weingut ihres Schwagers Olaf Wirth nach Rauenthal. Anschließend sucht sie ihren Geliebten Thomas Stelzer auf. Unterdessen verabschiedet sich ihr Ehemann und Vater des gemeinsamen Kindes an seinem Arbeitsplatz von seiner Sektretärin Hanni Reinhold. Diese wird kurz nach dessen Fortgang von Rechtsanwalt Dr. Renz angerufen, der ihn sprechen möchte. Der Pförtner beobachtet kurz darauf, wie Henry Dannek von einer unerkannten Person vom Dach des Unternehmens heruntergestoßen wird. Hanni Reinhold informiert daraufhin Dr. Renz bezüglich des Todesfalls. Dieser sucht gemeinsam mit dem Privatdetektiv Josef Matula den Tatort auf. Er berichtet, dass Henry Dannek seiner von ihm getrennt lebenden Ehefrau gegenüber angedroht habe, mit der Tochter nach Kanada auszuwandern.
Die Polizei verdächtigt Karla Dannek der Tat. Sie sei von einem Augenzeugen auf dem Firmengelände gesehen worden und wird aufgrund dessen vorläufig festgenommen. Olaf Wirth hatte seiner Schwägerin angeboten, ihr bei Bedarf ein Alibi für die Tatzeit vorzutäuschen. Davon macht diese nun Gebrauch. Dr. Renz sucht Wirth daraufhin auf und lässt sich dieses Alibi bestätigen. Karla Dannek wird aufgrund dessen aus der Untersuchungshaft entlassen, reagiert allerdings abweisend, als sie realisiert, dass ihr Schwager bewusst versucht, ihr und ihrer Tochter zu gefallen. Dieser reagiert wiederum eifersüchtig, als er sie später gemeinsam mit ihrem Freund Thomas Stelzer sieht.
Matula findet heraus, dass Olaf Wirth bei Danneks Sekretärin angerufen hatte, um den genauen Zeitpunkt zu erfahren, an dem dieser das Gebäude verlasse. Damit von Renz konfrontiert, nennt er einen plausiblen Grund für seinen Anruf. Matula erfährt zudem, dass Hanni Reinhold die Exfreundin von Karla Danneks Geliebtem ist.
Henry Danneks Vater übergibt der Polizei einen Brief seines Sohnes, in dem dieser seine Frau hinsichtlich angedrohter Gewalttaten beschuldigt. Sie gibt daraufhin schließlich zu, dass dies der Wahrheit entspricht. In einer Mauer am Ort des Todes von Henry Dannek wird ein Projektil gefunden. Matula findet allerdings heraus, dass dieses nicht aus Danneks Waffe stammen kann. Hanni Reinhold lenkt den Verdacht auf ihren Exfreund, indem sie Matula an einen Ort verweist, an dem dieser eine Kugel aus dessen Waffe vorfindet. Als Karla Dannek von Dr. Renz diesbezüglich informiert wird, fährt sie eilig zu ihrem Freund und fragt ihn nach seiner Pistole. Daraufhin kehrt sie zu Renz zurück und entwendet das Projektil. Als dieser sie davon abhalten will, bedroht sie ihn mit der Waffe ihres Mannes und flüchtet. Matula verfolgt sie. Sie behauptet ihm gegenüber anschließend, die Waffe während ihrer Flucht weggeworfen zu haben. Am Abend erscheint Thomas Stelzer bei Dr. Renz und liefert ihm eine Kugel aus seiner Waffe als Beweisstück ab. Schließlich gibt er zu, dass er Henry Dannek in der Tiefgarage des Unternehmens mit seiner Waffe bedroht habe. Anschließend seien die beiden mit dem Aufzug zum höchsten Punkt des Gebäudes gefahren. In einem Gerangel sei Henry Dannek schließlich vom Dach gestürzt.

## Hintergrund

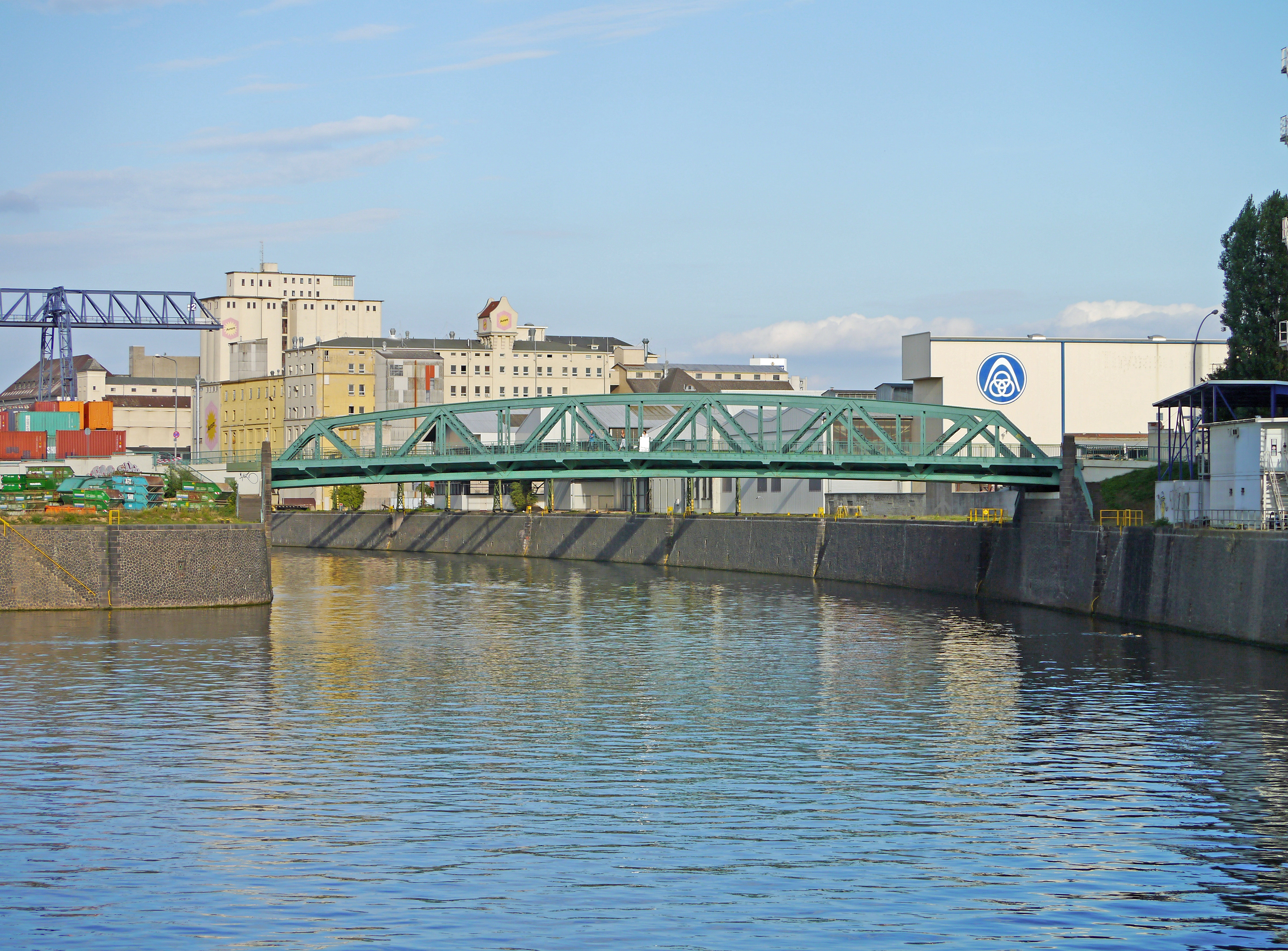
Schmickbrücke, aufgenommen aus identischer Perspektive wie in der Episode

Die Episode wurde überwiegend im Rhein-Main-Gebiet gedreht. Die Kulisse der Kanzlei von Dr. Renz befand sich im Hotel InterContinental Frankfurt. Die Szenen auf dem Dach des Unternehmens wurden im Umfeld der Westerbachstraße in Frankfurt-Mitte-West aufgenommen. Spätere Szenen spielen im Bereich des Frankfurter Osthafens. Dabei ist im Hintergrund unter anderem die Schmickbrücke zu sehen.
Das gezeigte Weingut befindet sich in der Lage Rauenthaler Baiken im Rheingau.